# Dunkerque Handball Grand Littoral
El Dunkerque HB es un equipo de balonmano de la localidad francesa de Dunkerque. Actualmente milita en la Primera División de la liga francesa de balonmano.

## Palmarés
- LNH: 1
  - Temporadas : 2014
- Copas de Francia: 1
  - Temporadas : 2011

## Plantilla 2024-25
|  | Porteros - 01 Alejandro Romero - 16 Mehdi Harbaoui Extremos izquierdos - 10 Dylan Tossin - 55 Steve-Marie Joseph Extremos derechos - 05 Florian Billant - 64 Thibaud Arteaga Pívots - 03 Benjamin Afgour - 48 Bence Szűcs | Laterales izquierdos - 11 Cornelius Kragh - 14 Quentin Dupuy - 30 Gautier Crepel Centrales - 08 O'Brian Nyateu - 28 Jean-Loup Faustin Laterales derechos - 17 Gabin Martinez - 59 Tom Pelayo |